# 马关秋海棠
马关秋海棠（学名：Begonia paucilobata var. maguanensis）为秋海棠科秋海棠属少裂秋海棠的变种。分布在中国大陆的云南等地，生长于海拔1,760米的地区，目前尚未由人工引种栽培。